# Нэнси (фильм)
«Нэнси» (англ. Nancy) — драматический фильм 2018 года режиссёра Кристины Чоу, в главной роли — Андреа Райсборо. Премьера состоялась 20 января 2018 года на кинофестивале «Сандэнс», а 8 июня — в кинотеатрах США.

## Сюжет
Нэнси подозревает, что в детстве её похитили у настоящих родителей. Вскоре после смерти матери, она случайно увидела телепередачу о семейной паре Линчей, дочь которых пропала тридцать лет назад. Нэнси решает выяснить не являются ли они её родителями.

## В ролях
| Актёр             | Роль                    |
| ----------------- | ----------------------- |
| Андреа Райсборо   | Нэнси Фримен            |
| Стив Бушеми       | Лео Линч                |
| Джей Смит-Камерон | Эллен Линч жена Лео     |
| Энн Дауд          | Бетти Фримен мать Нэнси |
| Джон Легуизамо    | Джеб                    |

## Награды и номинации
| Год  | Награда                                     | Категория                        | Номинанты    | Результат |
| ---- | ------------------------------------------- | -------------------------------- | ------------ | --------- |
| 2018 | Deauville Film Festival                     | Grand Special Prize              | Кристина Чоу | Номинация |
| 2018 | Film by the Sea International Film Festival | International Student Jury Award | Кристина Чоу | Номинация |
| 2018 | Hamburg Film Festival                       | Critics Award                    | Кристина Чоу | Номинация |
| 2018 | Mumbai Film Festival                        | Golden Gateway Award             | Кристина Чоу | Номинация |
| 2018 | Кинофестиваль в Сиджесе                     | Лучший фильм                     | Кристина Чоу | Номинация |
| 2018 | Сандэнс                                     | Waldo Salt Screenwriting Award   | Кристина Чоу | Победа    |
| 2018 | Сандэнс                                     | Лучшая драма                     | Кристина Чоу | Номинация |

## Отзывы
Фильм получил высокие оценки кинокритиков
. На сайте Rotten Tomatoes у картины 85 % положительных рецензий на основе 46 отзывов. На сайте Metacritic — 67 баллов из 100 на основе 17 рецензий.